# Clifton, Dominica
Clifton este un oraș din Dominica.